# Leuchtturm Kikut
Der Leuchtturm Kikut (dt. Ausguck) ist ein Leuchtturm an der Ostsee, nördlich des polnischen Ferien- und Badeortes Wisełka, 300 m von der Uferlinie entfernt auf der Insel Wolin (Wollin). Seine Höhe beträgt 18,20 m.
Benachbarte Leuchttürme stehen in Świnoujście (Swinemünde) im Westen und in Niechorze (Seebad Horst) im Osten.

## Geschichte
1826 wurde auf der Geländeerhebung Swiner Hoft oder Kiesberg (auch: Kiekberg) zwischen Swinhöft (Święta Kępa) und Neuendorf eine Leuchtbake in Form einer holländischen Windmühle ohne Flügel erbaut. Sie brannte in der Nacht vom 6. auf den 7. August 1839 nieder. 1840 wurde sie wieder aufgebaut.
Als Signalwärter auf der dortigen Sturmwarnungsstelle wird in den Jahresberichten über die Tätigkeit der Deutschen Seewarte im Zeitraum 1925 bis 1935 Fr. Brandenburg genannt.
Der heute noch vorhandene Turm (Strażnica = Wachturm) ist das Resultat eines Umbaus der alten Leuchtbake mit behauenen Feldsteinen im Jahr 1961. Am 15. Januar 1962 wurde der Umbau des Turms zu einem vollautomatischen Leuchtturm (Latarnia Morska Kikut) offiziell abgeschlossen. Er trägt seitdem eine Laterne mit einer Gürtellinse, die zur Landseite hin abgedunkelt ist. Der Umbau war nötig geworden, um die Küste zwischen den benachbarten Leuchttürmen zu sichern. Es befinden sich zahlreiche Wracks in dieser Region. Der Kikut befindet sich 91,5 m über dem Meeresspiegel und ist damit das höchstgelegene Leuchtfeuer Polens. Das Licht ist rund 16 Seemeilen weit über die Ostsee zu sehen.
Der Leuchtturm wird vom Seeamt in Stettin betrieben und ist nicht für die Öffentlichkeit zugänglich. Er ist komplett automatisiert und dient als eine der elf Küstenstationen an der polnischen Küste des Systems AIS-PL, Projekt HELCOM, das die automatische Überwachung des Schiffsverkehrs in der Küstenzone ermöglicht. Die Antennen-Station hat eine Höhe von 95 m.
Das Laternen-Einbaugerät besteht aus einem zylindrischen 500-mm-Objektiv und einem Wechsler mit 6 Glühlampen von jeweils 75 Watt für den Fall eines Ausfalls.
Aufgrund seiner Höhenlage ist der Leuchtturm Kikut das höchstgelegene Leuchtfeuer Polens.

## Sonstiges

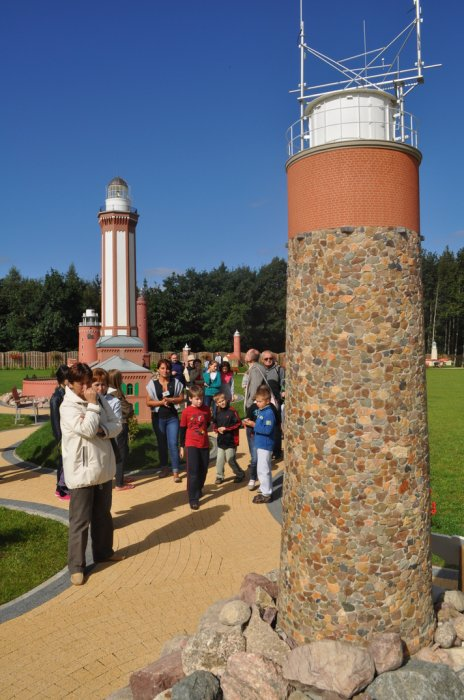
Im Miniaturpark der Leuchttürme, 2013

Unweit des Standortes des Kikut, vom „Stinas Utkiek“ aus, soll einst die pommersche Seeräuberin Stina, Anführerin einer Wolliner Freibeuterschar und Gefährtin von Klaus Störtebeker, Ausschau nach den Seeräubern gehalten haben. Wenn am Ufer eine rote Fahne wehte, soll Störtebeker gewusst haben, dass keine Gefahr drohte.

## Philatelistische Würdigung
Im Jahr 2015 gab die polnische Post den vierten Briefmarkenblock einer neuen Serie mit Leuchttürmen der polnischen Küste heraus. Eine der Briefmarken zeigt die Latarnia Morska Swinoujscie, Wert 4,80 zł.